# Konrad von Wangenheim
Konrad Freiherr von Wangenheim (Hannover, 29 oktober 1909 - Wolgograd, 28 januari 1953) was een Duits ruiter, die gespecialiseerd is in eventing. Hij nam deel aan de Olympische Zomerspelen 1936 en behaalde daar de gouden medaille in de landenwedstrijd eventing. Tijdens de Tweede Wereldoorlog vocht hij aan het Oostfront en werd daar gevangengenomen. Hij overleed in een krijgsgevangenkamp in 1953.

## Resultaten
- Olympische Zomerspelen 1936 in Berlijn 24e eventing met Kurfürst
- Olympische Zomerspelen 1936 in Berlijn  landenwedstrijd eventing met Kurfürst